# جیمی دمتریو
جیمی دِمیتریو (انگلیسی: Jamie Demetriou؛ ‎/dɪˈmiːtriuː/‎، زادهٔ ۱ نوامبر ۱۹۸۷) کمدین، بازیگر و نویسنده انگلیسی است. او بیشتر به خاطر نقش باس رودنت در مجموعه فلیبگ و همچنین خلق، نویسندگی مشترک و بازی در مجموعه Stath Lets Flats شناخته می‌شود. برای این مجموعه، دمتریو در جوایز بفتای ۲۰۲۰ موفق به کسب جوایز بهترین بازیگر مرد در کمدی، بهترین نویسنده کمدی و بهترین فیلمنامه‌نویسی کمدی شده است.

## زندگی‌نامه
دمتریو در منطقه فریرن بارنت در لندن به دنیا آمد. پدرش یونانی-قبرسی و مادرش انگلیسی است.
خواهر بزرگتر او، ناتاشا دمتریو، نیز کمدین و بازیگر است که اغلب با هم همکاری دارند. او در مدرسه کامپتون در نورث فینچلی تحصیل کرد و به تئاتر چیکن‌شِد در ساوت‌گیت پیوست، سپس در دانشگاه بریستول ادامه تحصیل داد.